# Phrynobatrachus ungujae
Phrynobatrachus ungujae es una especie de anfibio anuro de la familia Phrynobatrachidae.

## Distribución geográfica
Esta especie se encuentra en Kenia y Tanzania. Su rango abarca la isla de Unguja en el archipiélago de Zanzíbar en Tanzania y el bosque costero Arabuko-Sokoke en Kenia. Se presume que habita en otros bosques en la costa del este de África. Está presente a una altitud cercana al nivel del mar.

## Etimología
El nombre de su especie le fue dado en referencia al lugar de su descubrimiento, la isla de Unguja.

## Publicación original
- Pickersgill, 2007 : Frog Search. Results of Expeditions to Southern and Eastern Africa from 1993-1999. Frankfurt Contributions to Natural History, vol. 28, p. 1-574, Édition Chimaira.[6]